# Ali Kushayb
Ali Kushayb, pseudonimo di Ali Muhammad Ali Abd-Al-Rahman (...), è un militare sudanese.

## Biografia
Ex comandante delle milizie Janjawid che hanno supportato il governo sudanese contro i gruppi ribelli del Darfur,  pende su di lui un mandato di arresto della Corte penale internazionale per crimini di guerra. Era anche conosciuto come aqid al oqada ("colonnello dei colonnelli") ed era attivo nella provincia del Wadi Salih, nel Darfur occidentale.
Nel luglio 2021, i giudici della Corte penale internazionale (ICC) hanno confermato l'incriminazione di Ali Kushayb. Ali Kushayb è ora accusato di crimini contro l'umanità e crimini di guerra per omicidio, persecuzione, tortura, oltraggio alla dignità personale, trattamento crudele, aggressioni contro civili, stupri, trasferimenti forzati di popolazione e saccheggi. Crimini commessi tra l'agosto 2003 e il marzo 2004, durante il conflitto tra il regime di Omar al-Bashir ei gruppi ribelli in Darfur.
Nel dicembre 2024, nell'atto di accusa, il pubblico ministero della Corte penale internazionale (CPI) chiede ai giudici di dichiarare l'imputato colpevole trentuno volte dei crimini commessi in Darfur.